# Ja, vi elsker dette landet
Ja, vi elsker dette landet (em português: Sim, nós amamos este país) é o hino nacional da Noruega. A melodia foi composta por Rikard Nordraak em 1864, e a letra foi escrita por Bjørnstjerne Bjørnson em 1870.